# Tetratoma nobuchii
Tetratoma nobuchii là một loài bọ cánh cứng trong họ Tetratomidae. Loài này được Nakane miêu tả khoa học đầu tiên năm 1955.